# Sylligma
Genre
Sylligma est un genre d'araignées aranéomorphes de la famille des Thomisidae.

## Distribution
Les espèces de ce genre se rencontrent en Afrique subsaharienne.

## Liste des espèces
Selon World Spider Catalog (version 18.0, 25/02/2017) :
- Sylligma cribrata (Simon, 1901)
- Sylligma franki Lewis & Dippenaar-Schoeman, 2011
- Sylligma hirsuta Simon, 1895
- Sylligma lawrencei Millot, 1942
- Sylligma ndumi Lewis & Dippenaar-Schoeman, 2011
- Sylligma spartica Lewis & Dippenaar-Schoeman, 2011
- Sylligma theresa Lewis & Dippenaar-Schoeman, 2011

## Publication originale
- Simon, 1895 : Histoire naturelle des araignées. Paris, vol. 1, p. 761-1084 (texte intégral).